# Международно летище Даугавпилс
Международно летище Даугавпилс (на латвийски: Daugavpils Starptautiskā Lidosta) се намира на 12 km североизточно от Даугавпилс в село Лоцики, Неуйене, община Даугавпилс, Латвия.
Всички технически съоръжения, цялата инфраструктура, писта и сградата, са останали от бившата Съветска военновъздушна база. Базата е напълно изоставена през 1993 г. От 2005 година общинският съвет се стреми да насърчи планове за реконструкция, но не успяват да намерят финансиране.

## История
В миналото летището е база на APIB 372 (372-ри изтребително-бомбардировачен авиационен полк), летящ със самолети МиГ-23 и МиГ-27.
През 2005 г. общинският съвет на Даугавпилс основава компания „Летище Даугавпилс“ СИА (на латвийски: Daugavpils lidosta SIA) с цел развитието на бившата военна авиобаза в международното летище в Даугавпилс. Плановете са до 2015 г., да се построи и рехабилитира необходимата инфраструктура за да могат да се приемат международни и регионални товари, редовни и чартърни граждански полети. Намеренията са да се построи писта с дължина 2500 m и 46 m на ширина. Общинският съвет смята, че изграждането и развиването на международното регионално летище ще допринесе за по-нататъшното развитие на региона.